# Neuwustrow
Neuwustrow ist ein Gemeindeteil im Ortsteil Wustrow der amtsangehörigen Gemeinde Oderaue im Landkreis Märkisch-Oderland. Bis zum Zusammenschluss mit Altwustrow zur Gemeinde Wustrow 1957 war Neuwustrow eine selbständige Gemeinde. Wustrow ist seit 1997 ein Ortsteil der Gemeinde Oderaue im Amt Barnim-Oderbruch.

## Geographische Lage
Das Dorf liegt sechs Kilometer nordöstlich von Wriezen. Neuwustrow ist ein Straßendorf.
Im Jahre 2005 lebten hier und in Altwustrow etwa 166 Einwohner.

## Geschichte
Das Dorf wurde 1755 gegründet und mit Siedlern bewohnt. Die Siedler waren fünf Großkolonisten und 14 Kleinkolonisten. Sie siedelten an einem Schachtgraben der später zugeschüttet wurde und heute die Ratsstraße ist. Südlich von den Kolonistenhäusern wurden sechs Doppelhäuser gebaut, eins davon nutzte der Schulmeister. Das letzte Doppelhaus brannte im Jahr 1994 ab.
Im zu Neuwustrow gehörenden Gemeindeteil Friedrichshof befand sich Ende der 1920er Jahre ein kleines nicht kreistagsfähiges Gut, welches dem Politiker Alfred von Tilly gehörte.
Im Jahre 1957 vereinigten sich Altwustrow und Neuwustrow zur Gemeinde Wustrow. Diese Gemeinde kam 1975 zur Gemeinde Neulewin. Seit 2003 gehört Neuwustrow zu der Gemeinde Oderaue.

## Denkmalgeschützte Gebäude
Für das Dorf sind zwei Gebäude in die Denkmalliste des Landes Brandenburg eingetragen. Es sind die Leichenhalle auf dem Friedhof in der Ratsstraße und die Hofanlage Ratsstraße 4.
Die Leichenhalle auf dem Friedhof wurde im Jahre 1897 erbaut, sie war ursprünglich das Erbbegräbnis der Bauernfamilie Breitkreutz. Die Halle hat einen quadratischen Grundriss und ein Walmdach. Der Eingang ist mit einem Rundbogen umrahmt, die Eisentür stammt aus der Bauzeit.
Die Hofanlage in der Ratsstraße 4 gehörte einem Kleinkolonisten. Zum Hof gehören ein Wohnhaus und eine Stallscheune. Das Wohnhaus ist das älteste Gebäude des Ortes. Es ist eingeschossig, traufständig und hat ein Satteldach. Vor dem Eingang befindet sich eine Laube. Im Inneren befand sich eine Schwarze Küche, der Dachboden wurde als Lager genutzt.